# سارة كرين
سارة كرين (بالإنجليزية: Sarah Crane)‏ هي مغنية ومغنية أوبرا أسترالية، ولدت في 9 سبتمبر 1972.